# Gen¹³ (film)
A Gen¹³ 1998-ban bemutatott amerikai 2D-s számítógépes animációs szuperhősfilm, amelyet Kevin Altieri rendezett.
Amerikában 1998. július 17-én mutatták be a Wizard World Chicago találkozón. Magyarországon 2000. október 31-én mutatta be a UIP-Dunafilm, 2014-ben pedig új szinkronnal vetítette le a Paramount Channel.

## Szereplők
| Szerep                                              | Színész         | Magyar hang           | Magyar hang        |
| Szerep                                              | Színész         | 1. magyar változat    | 2. magyar változat |
| --------------------------------------------------- | --------------- | --------------------- | ------------------ |
| Caitlin Fairchild                                   | Alicia Witt     | Ábel Anita            | Roatis Andrea      |
| John "Jack" Lynch ezredes                           | John de Lancie  | Jakab Csaba           | Haás Vander Péter  |
| Grunge (1. szo.) / Szutyok (2. szo.) / Edward Chang | Flea            | ifj. Jászai László    | Hamvas Dániel      |
| Szabadesés / Roxy Spaulding                         | E.G. Daily      | Juhász Judit          | Gáspár Kata        |
| Ivana Baiul                                         | Lauren Lane     | Kocsis Mariann        | Orosz Anna         |
| Helga Kleinman                                      | Cloris Leachman | Némedi Mari           | Molnár Zsuzsa      |
| Küszöb / Matthew Callahan                           | Mark Hamill     | Bede-Fazekas Szabolcs | Előd Álmos         |

### Magyar változat
| A magyar változat munkatársai | A magyar változat munkatársai | A magyar változat munkatársai | A magyar változat munkatársai |
| Beosztás                      | 1. magyar változat            | 2. magyar változat            |                               |
| ----------------------------- | ----------------------------- | ----------------------------- | ----------------------------- |
| Magyar szöveg                 | Sz. Kulcsár István            | Dr. Halász Blanka             |                               |
| Hangmérnök                    | Gyapjas Károly                | Salgai Róbert                 |                               |
| Vágó                          | Kocsis Éva                    | Baja Gábor                    |                               |
| Gyártásvezető                 | Németh Tamás                  | Gyarmati Zsolt                |                               |
| Szinkronrendező               | Királybíró Sarolta            | Zentai Mária                  |                               |
| Felolvasó                     | Kovács M. István              | Endrédi Máté                  |                               |
| Megrendelő                    | UIP-Dunafilm                  | Paramount Channel             |                               |
| Szinkronstúdió                | Balog Mix Stúdió              | Masterfilm (Digital) Kft.     |                               |

## A film készítése és bemutatása
Az 1990-es évek közepén a WildStorm tulajdonosa, Jim Lee piacra dobta a cégét, amikor a képregény eladások csökkenni kezdtek. Ebben az időszakban a The Walt Disney Studios érdeklődött egy Gen¹³ film fejlesztése iránt. A filmprojekt már gyártás alatt állt, amikor Lee tárgyalásokat kezdett a WildStorm eladásáról a DC Comics-al, a Time Warner cégnél. Az eladást 1999 januárjában zárták le. Mire a film elkészült, a Disney úgy döntött, hogy elteszi a filmet, mert nem akartak olyan filmet forgalmazni, amely egy rivális produkciós céghez kötődik. Ezért Amerikában csak a Wizard World Chicago találkozón vetítették le 1998. július 17-én, ezután a filmet soha nem adták ki, de Európában és Ausztráliában korlátozott mennyiségben bemutatták.